# George Jaeger
George W. Jaeger (Geburtsname: Georg Jäger; * 26. Mai 1926 in Wien; † 20. Oktober 2021 in Middlebury, Vermont) war ein aus Österreich stammender US-amerikanischer Diplomat, der unter anderem zwischen 1979 und 1983 Generalkonsul in Québec sowie zuletzt von 1984 bis 1987 stellvertretender Assistierender Generalsekretär der NATO für politische Angelegenheiten war.

## Leben
Georg Jäger wuchs als Sohn des aus einer jüdischen Familie stammenden Malers und Kunstprofessors Friedrich Jäger (Jeiteles, 1895–1985) und dessen aus Ungarn stammenden Ehefrau Emilie Emma Stachura (1888–1969) in Österreich auf und floh mit seinen Eltern nach dem „Anschluss“ Österreichs an das nationalsozialistische Deutsche Reich 1938 zunächst nach England und später in die USA, während seine in Österreich verbliebene Großmutter mütterlicherseits Helene Dannhauser (1867–1943) im KZ Theresienstadt ums Leben kam. Nach der Ankunft in den USA leistete Jaeger im Zweiten Weltkrieg Militärdienst in der US Army und absolvierte nach dem Besuch des Saint Vincent College in Latrobe ein Studium an der Harvard University. Im Anschluss war er Außenministerium zwischen 1951 und 1953 als Analyst in der Abteilung Öffentlichkeitsarbeit des Außenministeriums tätig und wertete Berichte für den Stab für Informationspolitik (Information Policy Staff) und den Politischen Planungsstab (Policy Planning Staff) aus. 1953 wechselte er in die neu gegründete Bundesinformationsagentur USIA (US Information Agency) und war dort bis 1956 im Stab für Informationspolitik tätig. In dieser Zeit erfolgte durch den neuen US-Außenminister John Foster Dulles ein Wechsel von „Eindämmungspolitik“ (Containment policy) zur „Befreiungspolitik“ (Liberation policy).
Daraufhin trat Jaeger 1956 als Foreign Service Officer in den diplomatischen Dienst ein und war zu Beginn seiner diplomatischen Tätigkeit zwischen 1956 und 1958 Sekretär der Estimates Group. Die Estimates Group war das Komitee der regionalen und funktionalen Referatsleiter der Unterabteilung für Geheimdienstinformation und Forschung INR (Bureau of Intelligence and Research), also die Verantwortlichen für die verschiedenen Forschungszweige wie Naher Osten, Europa, Sowjetunion oder Wirtschaftsfragen, das gegründet wurde, um die Beiträge des Außenministeriums zum nationalen oder speziellen Geheimdienst zu überprüfen und Einschätzungen vorzunehmen. Im Anschluss war er von 1958 bis 1960 als Dritter Sekretär für Handelsangelegenheiten an der Botschaft in Liberia tätig und absolvierte von 1960 bis 1961 ein Studium der serbokroatischen Sprache am Foreign Service Institute FSI, der Ausbildungsstätte des diplomatischen Dienstes, woraufhin er zwischen 1961 und 1964 als Konsular-, Politik- und Wirtschaftsreferent am Generalkonsulat in Zagreb tätig war. Nach seiner Rückkehr war er im Außenministerium 1964 erst Mitarbeiter im Luftfahrt-Referat der Unterabteilung Wirtschaft (Bureau of Economic Affairs) und danach zwischen 1964 und 1965 Stabsassistent in der Unterabteilung Europa (Bureau of European Affairs). Danach war er von 1965 bis 1967 Politischer Referent an der sogenannten US Mission Berlin, die neben der offiziellen US-Botschaft in Bonn als US-amerikanische Vertretung in dem unter dem Besatzungsstatut stehenden Berlin fungierte. 1967 wechselte er an dann als Politischer Referent an die Botschaft in Bonn und war dort bis 1970 tätig. In diese Zeit fiel die Unterzeichnung des Atomwaffensperrvertrages durch die Bundesrepublik Deutschland am 28. November 1969 sowie der Beginn der sogenannten „Neue Ostpolitik“.
Nach seiner Rückkehr war George Jaeger im Außenministerium 1970 kurzzeitig Mitarbeiter im Referat Strategische und allgemeine Forschung (Office of Strategic & General Research) der Unterabteilung für Geheimdienstinformation und Forschung INR sowie im Anschluss zwischen 1970 und 1973 Stabsdirektor des Allgemeinen Beratenden Ausschusses für Rüstungskontrolle und Abrüstung GAC (General Advisory Committee on Arms Control and Disarmament) und befasste sich in dieser Zeit mit den Kontakten zur Bundesagentur für Rüstungskontrolle und Abrüstung ACDA (Arms Control and Disarmament Agency) sowie den [[Konferenz über Sicherheit und Zusammenarbeit in Europa#Vorbereitungskonferenzen für die Konferenz über Sicherheit und Zusammenarbeit in Europa (KSZE) in Helsinki]]. Nachdem er von 1973 bis 1974 ein Studium am National War College (NWC) in Fort Lesley J. McNair absolviert hatte, folgte zwischen 1974 und 1975 eine zeitlich befristete Verwendung beim Vertreter der Vereinigten Staaten im Europäischen Büro der Vereinten Nationen in Genf, Francis L. Dale. Auch dort befasste er sich mit den Verhandlungen für die Schlussakte von Helsinki und der KSZE. Im Anschluss war er von 1975 bis 1978 als Referent und stellvertretender Leiter der Abteilung für politische Angelegenheiten an der Botschaft in Frankreich tätig und absolvierte daraufhin zwischen 1978 und 1979 ein Studium der tschechischen Sprache am Foreign Service Institute. Nach einer darauf folgenden kurzen Verwendung als Inspekteur des Auswärtigen Dienstes (Foreign Service Inspector) war er von 1979 bis 1983 Generalkonsul in Québec sowie daraufhin zwischen 1983 und 1984 Botschaftsrat für politische Angelegenheiten an der Botschaft in Kanada.
George Jaeger wurde 1984 stellvertretender Assistierender Generalsekretär der NATO für politische Angelegenheiten und war als solcher bis zu seinem Eintritt in den Ruhestand 1987 enger Mitarbeiter von NATO-Generalsekretär Peter Carington, 6. Baron Carrington. Er war an internationalen Treffen unter NATO-Beteiligung eingebunden wie dem Gipfeltreffen in Reykjavík am 11. und 12. Oktober 1986 zwischen US-Präsident Ronald Reagan und dem Generalsekretär des ZK der KPdSU Michail Gorbatschow, das mit zum Ende des Kalten Krieges führte. Zuletzt war er zwischen 1987 und 1989 als Diplomat in Residence als Dozent für Internationale Beziehungen und Diplomatie am renommierten Middlebury College tätig und trat anschließend in den Ruhestand.
George Jaeger war seit 1970 mit Patricia Clark Jaeger (1933–2020) verheiratet und wurde nach seinem Tode auf dem Munger Street Cemetery in New Haven beigesetzt.